# Bijsluiter
Een bijsluiter is een tekst met een waarschuwend en voorlichtend karakter bij een product of juridische handeling.

## Medische bijsluiter
Een medische bijsluiter bij een geneesmiddel is wettelijk verplicht en wordt streng gecontroleerd. In Nederland door het College ter Beoordeling van Geneesmiddelen en in België door het Federaal Agentschap voor Geneesmiddelen en Gezondheidsproducten. Pas als de tekst volledig en helder is, en de informatie gestaafd wordt door wetenschappelijk onderzoek, mag een bijsluiter gedrukt en verspreid worden.
Hoewel de meeste bijsluiters worden getest op leesbaarheid door een consumentenpanel vinden veel mensen dat de bijsluiter lastig te lezen. Dit komt vooral door alle medische termen die gebruikt worden. Tot 2007 gaf het Instituut Verantwoord Medicijngebruik (toen nog DGV genaamd) daarom tweejaarlijks de prijs voor 'De beste bijsluiter' uit. Medicijngebruikers kunnen via internet positieve of negatieve ervaringen met bijsluiters melden.

### Onderdelen
Een bijsluiter bevat in ieder geval de volgende onderdelen:
- Merknaam en stofnaam van het geneesmiddel
- Sterkte van het geneesmiddel, bijvoorbeeld de hoeveelheid werkzame stof
- Eigenschappen van het geneesmiddel (werking)
- Indicaties
- Contra-indicaties
- Geschiktheid bij zwangerschap en lactatie
- Bijwerkingen
- Interacties
- Eventueel: speciale waarschuwingen en voorzorgen
- Dosering en wijze van gebruik
- Bewaarvoorschrift
- Naam van fabrikant (en importeur), adres van fabrikant
- Datum van herziening of goedkeuring

## Financiële bijsluiter
Een financiële bijsluiter is in Nederland verplicht bij een complex financieel product.

## Juridische bijsluiter
Een juridische bijsluiter bij een juridisch document en bijbehorende juridische handeling geeft een uitleg ervan in gewone taal.